# Ten (nomós)
Ten (Capella rural) fou el nom del nomós III de l'Alt Egipte. La capital fou Nekhen (Hieracòmpolis, avui Kom al-Ahmar) i les ciutats principals Nekheb (Eleitíaspolis avui [Elkab]) i Iunet (avui Esna). El déus foren Horus (temple a la capital), Nekhbet (temple a Nekheb), Khnum (temple a Iunet) i Neith (temple a Iunet).